# بیرینجی پاشالی
بیرینجی پاشالی (به لاتین: Birinci Paşalı) یک منطقه مسکونی در جمهوری آذربایجان است که در شهرستان حاجی قبول واقع شده است. این روستا ۱۳۷۲ نفر جمعیت دارد.